# ש

筆記体

ש（シン、ヘブライ語: שי״ן, שִׁין šin）はヘブライ文字の21番目の文字。ヘブライ数字の数価は300。
/ʃ/と/s/の2種類の音があり、後者の場合、文字名称はスィンとも呼ばれる。

## 音声
古くからこの文字は2種類の音を表していた。紀元前1千年紀前半にはこの文字はおそらく無声後部歯茎摩擦音/ʃ/と、無声歯茎側面摩擦音/ɬ/の2つの音を表していた。
現代ヘブライ語ではš/ʃ/とś/s/の2種類の音があり、両者を区別する場合はそれぞれ点を加えて「שׁ」および「שׂ」と書きわけられる。後者は「ס」（サメフ）と同音になっている。

## 起源
文字名称は歯を意味する語（ヘブライ語: שן šen）に関連する。しかし、ウィリアム・オルブライトは複合弓を描いた文字に由来するとする。